# Mioneso
Mioneso (griego antiguo, Μυόννησος) fue una antigua ciudad griega de Jonia ubicada en la costa, cerca de un promontorio de su mismo nombre. Había también una isla homónima.   
Estrabón, que la cita como una isla, la localiza entre Teos y Lébedos. Plinio el Viejo, por su parte, menciona una isla de Mioneso en las proximidades de Éfeso que formaba, junto a Antinas y Diarreusa, un archipiélago conocido como «de Pisístrato».
En época de Tucídides, Mioneso pertenecía a Teos. El historiador la menciona como el lugar donde, en el 428 a. C., el espartano Álcidas ordenó degollar a la mayoría de los prisioneros que tenía en su poder.
Estrabón indica que había una compañía de artistas que antes estaba en Teos y que se estableció luego en Éfeso, y que fue trasladada por Atalo I de Pérgamo a Mioneso, pero los de Teos mandaron una embajada a los romanos en la que les pedían que no permitieran que Mioneso fuera fortificada y entonces los artistas se trasladaron a Lebedos.
En el año 190 a. C. tuvo lugar la batalla de Mioneso entre una flota romana y otra del Imperio Seléucida.